# Xoanodera amoena
Xoanodera amoena är en skalbaggsart som beskrevs av Francis Polkinghorne Pascoe 1885. Xoanodera amoena ingår i släktet Xoanodera och familjen långhorningar.
Artens utbredningsområde är Sri Lanka. Inga underarter finns listade i Catalogue of Life.